# Melchior de Moucheron
Melchior de Moucheron (Antwerpen, 1557 - waarschijnlijk Amsterdam, na 1617) was een koopman die handelde in Rusland. 

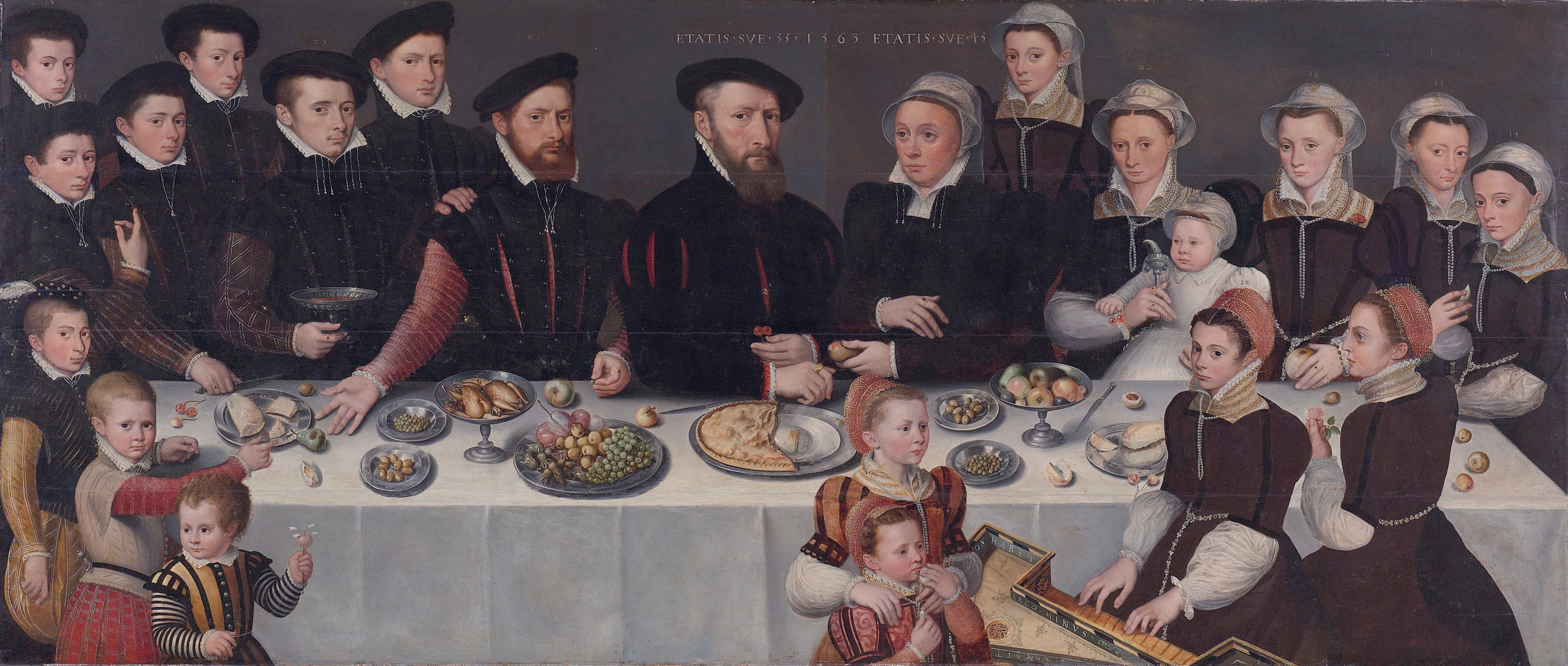
Pierre de Moucheron met gezin (1563).

Melchior was de jongste zoon van Pierre de Moucheron (1508-1567) en de broer van Balthasar de Moucheron. Toen Balthasar het plan maakte om de Karazee te verkennen, kreeg Melchior in 1584 de leiding over de tocht. Hij ontdekte rond de 65e breedtegraad een brede en diepe riviermond. Het bleek een van de mondingen van de Dvina te zijn. Een ruime ankerplaats en een goede toegang tot het binnenland leek hem uitermate geschikt voor het vestigen van een handelspost. Omdat de handel in Spaanse havens steeds moeilijker werd, was dit voor de De Moucheron een goed moment een nieuw handelsgebied te ontginnen. 
Melchior was een hardwerkende koopman die de handel naar zich toe trok en was ook aan het hof in Moskou een gerespecteerde persoonlijkheid. Zijn vertegenwoordigers mochten overal vrij handel drijven, en hun paspoorten werden kosteloos verstrekt. Hij beleefde soms lastige dagen. Uit vrees voor de ambitieuze plannen van Balthasar verdacht de tsaar hem ervan de Straat Waigats te willen afsluiten om er een tweede Sont van te maken. Hij wist die beschuldiging te weerleggen en sloot zelfs in 1595 een nieuw handelsverdrag, waarvan hij aanzienlijke voordelen verwachtte voor de Zeeuwse kooplieden. Melchior stelde zich er zo veel van voor dat hij persoonlijk naar Middelburg reisde, waar hij op 18 april 1596 voor de vergadering van de Staten van Zeeland het handelsverdrag kon toelichten. Op 4 februari 1597 nam de vergadering het besluit om vrijstelling van invoerrechten te verlenen voor alle producten die uit Rusland naar Zeeland zouden worden vervoerd. 
Nadat Melchior een opvolger had gevonden in zijn neef François de la Dale, keerde hij met zijn vrouw Lucretia de Montigny naar Holland terug. Wanneer hij stierf is niet bekend, maar het was in ieder geval na 1617. Tijdens de zitting van de Staten-Generaal op 10 oktober 1617 stond namelijk een brief van hem op de agenda. Hierin beloofde hij, tegen een beloning van 15.000 gulden of een ander aannemelijk bedrag, een door hem bedacht middel te onthullen dat het land zeer van pas zou komen. De Staten-Generaal gingen akkoord met dit voorstel en besloten hem als beloning 6.000 gulden te geven en gedurende tien jaar 0,5% van de winst. Het opmerkelijke was dat de vergoeding al was vastgesteld nog voordat de bestuurders iets van het eigenlijke plan te weten waren gekomen. Ze beloofden hem zelfs een gouden ketting ter waarde van ongeveer 1.200 gulden als het middel zo effectief was als de uitvinder zich voorstelde. Bij onthulling bleek het te gaan om de oprichting van een Kamer van Assurantie voor zowel maritieme als landzaken. Er kwam uiteindelijk niets van terecht. 
Melchior beschreef de genealogie  van zijn familie in Livre de généalogie des enfans descendus de feu monsieur Pierre de Moucheron et de Isabelle Gerbier, en légitime mariage, mis en registre par Melchior de Moucheron, fils de Pierre de Moucheron, ao 1602.
- Biografisch Portaal: 22975447